# Hildiward
Hildiward de Werl (en latin : Hildewardus), né vers 930 et mort le 25 novembre 996 à Halberstadt en Saxe, fut évêque de Halberstadt de 968 jusqu'à sa mort.

## Biographie
Hildiward est issu de l'aristocratie saxonne, le fils d'un noble Éric, peut-être comte de Werl en Westphalie. Selon les chronigues de l'évêque Dithmar de Mersebourg, son père était impliqué dans une conspiration du duc Henri Ier de Bavière contre son frère le roi Otton Ier, et fut exécuté le 20 avril 941 après l'échec de la rébellion. Néanmoins, le roi a favorisé la carrière du jeune ecclésiastique. Hildiward a quitté la Saxe pour étudier au séminaire de l'abbaye de Saint-Gall en Souabe. De retour, il devint chanoine, puis prévôt à la cathédrale de Halberstadt. 
Sur base de la recommandation de son précurseur Bernard, mort en 968, il fut élu évêque de Halberstadt le 30 mars ; il reçoit les ordres sacrés par l'archevêque Hatton II de Mayence le 21 décembre 968. Son élection par le chapitre fut confirmée lors d'une diète à Werla par le représentant d'Otton Ier (qui était alors en Italie), le duc Hermann Billung : la condition préalable était que cette nomination ne gênait en rien les projets du souverain pour la création de l'archidiocèse de Magdebourg. Hildiward a baptisé et confirmé Dithmar, il compte pour cette raison au nombre de ceux dont la mémoire a été conservée par la chronique de l'évêque de Mersebourg. 
Hildiward se présenta à l'empereur Otton dirigeant un synode à Ravenne où il reconnaît la création des diocèses de Magdebourg et de Mersebourg au terme de longues négociations. Ce faisant, l'évêché de Halberstadt perdit un vaste territoire en Ostphalie ; à la mort de l'archevêque Adalbert de Magdebourg en 981, Hildiward a pu récupérer certains domaines. De plus, son diocèse a été touché par la grande révolte des Slaves, (« Wendes ») dans la marche du Nord en 983. Le 1er avril 974, la ville de Seligenstadt (aujourd'hui Osterwieck) reçoit de l'empereur Otton II le droit de tenir marché, de douane et de frappe de la monnaie, confirmé par son successeur Otton III. 
Le 16 octobre 992, Hildiward consacrait la construction de la nouvelle cathédrale de Halberstadt en présence de l'empereur. L'évêque a fondé de nombreux monastères, dont à Thankmarsfelde (en 971), à Gerbstedt (en 986), l'abbaye de Sainte-Marie à Quedlinbourg (en 987) et l'abbaye de Stötterlingenburg (en 992). À sa mort, il est enterré dans le cloître de sa cathédrale.